# Anja Kossak
Anja Kossak (* 25. Dezember 1968 in Magdeburg) ist ein ehemaliges deutsches Model.

## Leben
Anja Kossak wuchs in Magdeburg auf. Nach ihrem Schulabschluss absolvierte sie ab Mitte der 1980er-Jahre eine Ausbildung zur zahnmedizinischen Fachangestellten. In ihrer Freizeit gehörte sie zu einer Hobby-Breakdance-Gruppe, die bei verschiedenen Veranstaltungen auftrat.
Ende des Jahres 1989 wurden verschiedene Agenturen und Fotografen (u. a. Günter Gueffroy) auf Kossak aufmerksam. Sie wurde zu einem Fotoshooting und weiteren Probeaufnahmen nach Ost-Berlin eingeladen. Kossak wurde dadurch im Jahr 1990 die „Miss-Januar“ im Männermagazin Playboy und war damit auch die erste Frau bzw. das erste Model (Playmate) aus der DDR, die im Playboy abgebildet wurde. Dies sorgte für ein großes Medienecho im damals noch nicht wiedervereinigten Deutschland. Die 1,63 m große Kossak war daraufhin noch einige Jahre lang weiterhin als Model bzw. Fotomodell für verschiedene Agenturen tätig und war auch in diversen Talkshows zu Gast.
Mitte der 1990er-Jahre beendete Kossak ihre Laufbahn als Model und zog von Berlin nach Oberbayern, wo sie auch bis heute lebt. Kossak heiratete später. Ihre Tochter Linda Bodis (* 1993) ist inzwischen selbst als Model tätig.